# Bird Island (ö i Falklandsöarna)
Bird Island är en ö i territoriet Falklandsöarna (Storbritannien). Den ligger i den sydvästra delen av ögruppen, 220 km sydväst om huvudstaden Stanley.